# سینما کیو
سینما کیو سینمایی در شمال شهر خرم‌آباد در ایران است. این سینما در میدان کیو (میدان ۲۲ بهمن) و در نزدیکی دریاچهٔ کیو قرار دارد.
سینما کیو خرم‌آباد با اعتباری بالغ بر یک میلیارد و دویست میلیون تومان با سرمایه‌گذاری بخش خصوصی افتتاح شد و دارای تجهیزات سمعی و بصری به‌روز و ظرفیت 380 صندلی است.
این سینما با تبدیل سالن شهید آوینی خرم‌آباد به سالن سینمایی و با مشارکت بخش خصوصی افتتاح شد. پیش از این، تنها سینمای این منطقه با نام «سینما ایران» تغییر کاربری داده بود.